# Rupel (televisieserie)
Rupel is een politieserie die werd uitgezonden door VTM, met in de hoofdrollen Johan Terryn en Hilde Heijnen. Centraal in de reeks staan de slachtofferhulp bij misdrijven en het moeilijke samengaan van een professionele en een liefdesrelatie.
Er werden twee jaargangen van elk 13 afleveringen geproduceerd door het Gentse productiehuis Conception. Door tegenvallende kijkcijfers verdween de reeks echter halverwege haar tweede jaargang van het scherm. Een jaar later - in 2007 - kondigde VTM de uitzending van de nog resterende 7 afleveringen aan, maar dat plan werd uiteindelijk afgeblazen. In 2018 startte zusterzender CAZ met heruitzendingen van de serie, waarbij in 2019 de finale episodes alsnog het scherm haalden.
Het eerste seizoen van de serie is uitgebracht op dvd en werd ook in Nederland uitgezonden, bij de AVRO.

## Rolverdeling
- Hilde Heijnen – Hoofdinspecteur Veerle De Tender
- Johan Terryn – Hoofdinspecteur Lucas Bataillie
- Tim Van Hoecke – Inspecteur Simon Knops
- Erik Burke – Inspecteur Chris Chalmet
- Valentijn Dhaenens – Inspecteur Quinten Foullier
- Raymond Bossaerts – Politiecommissaris Herman Cardoen
- Veerle Dobbelaere – Wetsdokter Roos Missiaen
- Ingrid De Vos – Sociaal assistente Valérie Sonneville
- Dominique Collet – Sociaal assistente Hilde Knops
- Jef Demedts – Miel Bataillie
- Mathijs Scheepers – Andy Loomans
- Michel Bauwens – Agent Michel
- Anita Allara – Agente Liebens
- Karolien De Bleser – Agente Pat
- Luc Vervoort – Agent Luc

## Afleveringen
| Nr. | Seizoen | Titel                                   | Eerste uitzending (Vlaanderen) |
| --- | ------- | --------------------------------------- | ------------------------------ |
| 1   | 1       | Het bos                                 | 3 september 2004               |
| 2   | 1       | Dubbel mis                              | 10 september 2004              |
| 3   | 1       | De levensboom                           | 17 september 2004              |
| 4   | 1       | Ik zie wat jij niet ziet                | 24 september 2004              |
| 5   | 1       | En vergeef ons onze schulden            | 1 oktober 2004                 |
| 6   | 1       | Door de ogen van een ander              | 8 oktober 2004                 |
| 7   | 1       | Liefde, liefde, niets anders dan liefde | 15 oktober 2004                |
| 8   | 1       | De laatste uitweg                       | 22 oktober 2004                |
| 9   | 1       | Meer dan je lief is                     | 29 oktober 2004                |
| 10  | 1       | De museumoorlog                         | 5 november 2004                |
| 11  | 1       | Het vluchthuis                          | 12 november 2004               |
| 12  | 1       | Het leven gaat voort                    | 19 november 2004               |
| 13  | 1       | De kroon                                | 26 november 2004               |
| 14  | 2       | Met lege handen                         | 28 november 2005               |
| 15  | 2       | Onder ons gezegd en gezwegen            | 5 december 2005                |
| 16  | 2       | Schuld en boete                         | 12 december 2005               |
| 17  | 2       | Wat overblijft is stilte                | 19 december 2005               |
| 18  | 2       | Hogere krachten                         | 26 december 2005               |
| 19  | 2       | De aard van het beest                   | 2 januari 2006                 |
| 20  | 2       | De beste koop                           | 16 februari 2019               |
| 21  | 2       | Dodelijk contact                        | 23 februari 2019               |
| 22  | 2       | Een streep voor                         | 2 maart 2019                   |
| 23  | 2       | Het rozenbed                            | 9 maart 2019                   |
| 24  | 2       | Voor niets gaat de zon op               | 16 maart 2019                  |
| 25  | 2       | Voor altijd                             | 23 maart 2019                  |
| 26  | 2       | Als de kat van huis is                  | 30 maart 2019                  |